# Obranné zpravodajství
Der Obranné zpravodajství (tschechisch; Abk. OBZ) bzw. Obranné spravodajstvo (slowakisch; Abk. OBS; deutsch: Abwehrnachrichtendienst) wurde im Frühjahr 1945 als tschechoslowakischer Inlandsgeheimdienst gegründet. Er unterstand offiziell dem Innenministerium der damaligen Tschechoslowakei.
Zu den Aufgaben zählten unter anderem die Aufdeckung und Bekämpfung der Reste feindlicher Organisationen und die Liquidation von Agenturen feindlicher Organisationen und Kollaborantenorganisationen. Weiterhin sollte der OBZ neue Spionageorganisationen und staatsfeindliche Organisationen im Staatsgebiet aufdecken und eliminieren, die innere Sicherheit der tschechoslowakischen Armee gewährleisten und die militärische und kriegswichtige Industrie vor Spionage und Anschlägen schützen. In den Anfangsjahren war der OBZ auch für den Schutz der Grenzen vor feindlicher Tätigkeit und der Erziehung der tschechoslowakischen Armee im Umgang mit militärischen Geheimnissen verantwortlich.
Erster offizieller Leiter des OBZ, welcher als Abteilung Z organisatorisch im Innenministerium eingeordnet war, war Oberst Josef Bartík. Der tatsächliche Leiter war jedoch sein Stellvertreter Stabshauptmann Bedřich Pokorný.
Von Anfang an, und als solches gegründet, war der OBZ ein effektives Instrument des schon damals kommunistisch geleiteten Innenministeriums unter Innenminister Václav Nosek. Zum Jahreswechsel 1948/49 wurde der OBZ in einen „kleinen Staatssicherheitsdienst“ innerhalb des Innenministeriums umorganisiert und in Státní bezpečnost (StB) (deutsch: Staatssicherheit) umbenannt.